# Collegio uninominale Toscana - 12
Il collegio elettorale uninominale Toscana - 12 è stato un collegio elettorale uninominale della Repubblica Italiana per l'elezione della Camera tra il 2017 ed il 2022.

## Territorio
Come previsto dalla legge elettorale italiana del 2017, il collegio era stato definito tramite decreto legislativo all'interno della circoscrizione Toscana.
Era formato dal territorio di 35 comuni: Abbadia San Salvatore, Asciano, Buonconvento, Castellina in Chianti, Castelnuovo Berardenga, Castiglion Fiorentino, Castiglione d'Orcia, Cetona, Chianciano Terme, Chiusdino, Chiusi, Cortona, Foiano della Chiana, Gaiole in Chianti, Lucignano, Marciano della Chiana, Montalcino, Montepulciano, Monteriggioni, Monteroni d'Arbia, Monticiano, Murlo, Piancastagnaio, Pienza, Radda in Chianti, Radicofani, Rapolano Terme, San Casciano dei Bagni, San Quirico d'Orcia, Sarteano, Siena, Sinalunga, Sovicille, Torrita di Siena e Trequanda.
Il collegio era quindi compreso tra la provincia di Siena e la provincia di Arezzo.
Il collegio era parte del collegio plurinominale Toscana - 04.

## Eletti
| Elezione | Elezione | Deputato          | Partito             |
| -------- | -------- | ----------------- | ------------------- |
|          | 2018     | Pier Carlo Padoan | Partito Democratico |
|          | 2021 (S) | Enrico Letta      | Partito Democratico |

## Dati elettorali

### XVIII legislatura
Come previsto dalla legge elettorale, 232 deputati erano eletti con sistema a maggioranza relativa in altrettanti collegi uninominali a turno unico.
| Candidati              | Candidati                   | Voti    | %     | Liste                           | Voti    | %     |
| ---------------------- | --------------------------- | ------- | ----- | ------------------------------- | ------- | ----- |
|                        | Pier Carlo Padoan ✔️ Eletto | 53 457  | 36,18 | Partito Democratico             | 47 483  | 32,14 |
| +Europa                | Pier Carlo Padoan ✔️ Eletto | 53 457  | 36,18 | 4 383                           | 2,97    |       |
| Italia Europa Insieme  | Pier Carlo Padoan ✔️ Eletto | 53 457  | 36,18 | 1 065                           | 0,72    |       |
| Civica Popolare        | Pier Carlo Padoan ✔️ Eletto | 53 457  | 36,18 | 526                             | 0,36    |       |
|                        | Claudio Borghi              | 47 694  | 32,28 | Lega                            | 24 257  | 16,42 |
| Forza Italia           | Claudio Borghi              | 47 694  | 32,28 | 15 464                          | 10,47   |       |
| Fratelli d'Italia      | Claudio Borghi              | 47 694  | 32,28 | 7 092                           | 4,80    |       |
| Noi con l'Italia - UDC | Claudio Borghi              | 47 694  | 32,28 | 881                             | 0,60    |       |
|                        | Leonardo Franci             | 33 092  | 22,40 | Movimento 5 Stelle              | 33 092  | 22,40 |
|                        | Fulvio Mancuso              | 5 559   | 3,76  | Liberi e Uguali                 | 5 559   | 3,76  |
|                        | Elena Golini                | 2 276   | 1,54  | Potere al Popolo!               | 2 276   | 1,54  |
|                        | Nicola Bettollini           | 2 009   | 1,36  | Partito Comunista               | 2 009   | 1,36  |
|                        | Marzio Fucito               | 1 889   | 1,28  | CasaPound                       | 1 889   | 1,28  |
|                        | Stefano Claudi              | 820     | 0,55  | Il Popolo della Famiglia        | 820     | 0,55  |
|                        | Alessandro Dolci            | 597     | 0,40  | Italia agli Italiani            | 597     | 0,40  |
|                        | Barbara Pecchioli           | 365     | 0,25  | Per una Sinistra Rivoluzionaria | 365     | 0,25  |
| Totale                 | Totale                      | 147 758 | 100   |                                 | 147 758 | 100   |
|                        |                             |         |       |                                 |         |       |
| Voti non validi        | Voti non validi             | 5 109   | 3,34  |                                 |         |       |
| Votanti                | Votanti                     | 152 867 | 78,51 |                                 |         |       |
| Elettori               | Elettori                    | 194 713 |       |                                 |         |       |

#### Elezioni suppletive
|                            | Enrico Letta ✔️ Eletto    | Con Enrico Letta                                  | 33 391  | 49,69 |  |  |  |  |  |
|                            | Tommaso Marrocchesi Marzi | Lega - Forza Italia - UDC-NcI - Fratelli d'Italia | 25 303  | 37,66 |  |  |  |  |  |
|                            | Marco Rizzo               | Partito Comunista                                 | 3 135   | 4,67  |  |  |  |  |  |
|                            | Elena Golini              | Potere al Popolo!                                 | 1 971   | 2,93  |  |  |  |  |  |
|                            | Mauro Aurigi              | Italexit                                          | 1 157   | 1,72  |  |  |  |  |  |
|                            | Angelina Rappuoli         | Movimento Nazionale Italiano                      | 993     | 1,48  |  |  |  |  |  |
|                            | Tommaso Agostini          | Movimento 3V                                      | 935     | 1,39  |  |  |  |  |  |
| Totale                     | Totale                    | Totale                                            | 67 195  | 100   |  |  |  |  |  |
|                            |                           |                                                   |         |       |  |  |  |  |  |
| Voti non validi            | Voti non validi           | Voti non validi                                   | 4 006   | 5,63  |  |  |  |  |  |
| Votanti                    | Votanti                   | Votanti                                           | 71 201  | 35,51 |  |  |  |  |  |
| Elettori                   | Elettori                  | Elettori                                          | 200 530 |       |  |  |  |  |  |
|                            |                           |                                                   |         |       |  |  |  |  |  |
| Data: 3-4 ottobre 2021     |                           |                                                   |         |       |  |  |  |  |  |
| Fonte: Camera dei deputati |                           |                                                   |         |       |  |  |  |  |  |